# Torrent del Conill
El Torrent del Conill és un torrent intermitent de Castellgalí afluent del Cardener per la dreta.

## Recorregut
El torrent neix al vessant del Talló, prop de la font del Montseny. Al llarg del seu recorregut passa pel costat sud de la masia de Can Mas, on l'erosió de l'aigua ha originat un barranc d'unes quantes desenes de metres. Després passa prop del nucli del poblament, punt on se li uneix un petit afluent per la dreta poc abans de creuar per sota la C-55 i desembocar al Cardener. A pocs metres de la seva desembocadura hi passa el camí Ignasià, que s'enfila cap a Castellgalí.